# Premier de Corea del Norte
El premier de la República Democrática Popular de Corea o premier de Corea del Norte es el premier o jefe de Gobierno de la República Popular Democrática de Corea (Corea del Norte). El actual primer ministro es Pak Thae-song, quien ejerce desde el 29 de diciembre de 2024.

## Historia
Según la Constitución norcoreana de 1948, el primer ministro del Gabinete ejercía amplios poderes. El primer político en ejercer fue el líder del país, Kim Il-sung, quien sirvió desde 1948 hasta 1972. Este mismo año la constitución de 1972 estableció la figura del presidente de la República, siendo nombrado Kim Il-sung, que asumió muchos de los poderes del primer ministro, este se mantuvo como cargo, denominado entonces como presidente del Consejo de Administración.
The 1972 Constitution created the post of President, which replaced the premiership as the top state post. The executive presidency was created with Kim in mind, and he transferred to that post soon after the Constitution was promulgated. The Premier was now the head of the Administration Council, but most of the powers of the former cabinet were passed to the Central People's Committee, the highest ruling council chaired by the president himself. The first premier after Kim Il Sung was his long-time ally Kim Il. The post was then officially known as Premier of the Administration Council (정무원 총리, jungmuwon chongni).
En 1998 Kim Jong-il, sucesor de su padre Kim Il-sung, reorganizó la estructura estatal. Como resultado, la figura del primer ministro se recupera como jefe del gabinete de ministro pero sigue estando limitado en funciones y poderes.

## Funciones
El primer ministro representa y coordina al gabinete, el cual debe ejecutar la política decidida por el Comité Central del Partido del Trabajo de Corea, por tanto, el primer ministro no tiene ninguna capacidad para tener iniciativa legislativa. Según la constitución de 1998 el primer ministro comparte el poder con el Presidente del Presidium de la Asamblea Suprema del Pueblo y con el Presidente de la Comisión Nacional de Defensa.

## Lista de premieres
| Premier del Gabinete | Premier del Gabinete      | Premier del Gabinete       | Inicio                  | Fin                     | Partido                      | Asamblea Suprema del Pueblo (Elecciones) | Presidente del Presidium (periodo) | Presidente del Presidium (periodo)                 |
| -------------------- | ------------------------- | -------------------------- | ----------------------- | ----------------------- | ---------------------------- | ---------------------------------------- | ---------------------------------- | -------------------------------------------------- |
|                      |                           | Kim Il-sung (1912-1994)    | 9 de septiembre de 1948 | 28 de diciembre de 1972 | Partido del Trabajo de Corea | 1º 19482º 19573º 19624º 19675º 1972      |                                    | Kim Tu-bong (1948-1957)                            |
|                      | Choi Yong-kun (1957-1972) | Kim Il-sung (1912-1994)    | 9 de septiembre de 1948 | 28 de diciembre de 1972 | Partido del Trabajo de Corea | 1º 19482º 19573º 19624º 19675º 1972      |                                    |                                                    |
|                      |                           | Kim Il (1910-1984)         | 28 de diciembre de 1972 | 19 de abril de 1976     | Partido del Trabajo de Corea | -                                        |                                    | Kim Il-sung Presidente de la República (1972-1994) |
|                      |                           | Park Sung-chul (1913-2008) | 19 de abril de 1976     | 19 de diciembre de 1977 | Partido del Trabajo de Corea | 6º 1977                                  |                                    | Kim Il-sung Presidente de la República (1972-1994) |
|                      |                           | Li Jong-ok (1916-1999)     | 19 de diciembre de 1977 | 27 de enero de 1984     | Partido del Trabajo de Corea | -7º 1982                                 |                                    | Kim Il-sung Presidente de la República (1972-1994) |
|                      |                           | Kang Song-san (1931-2007)  | 27 de enero de 1984     | 29 de diciembre de 1986 | Partido del Trabajo de Corea | -8º 1986                                 |                                    | Kim Il-sung Presidente de la República (1972-1994) |
|                      |                           | Ri Kun-mo (1926-2001)      | 29 de diciembre de 1986 | 12 de diciembre de 1988 | Partido del Trabajo de Corea | -                                        |                                    | Kim Il-sung Presidente de la República (1972-1994) |
|                      |                           | Yon Hyong-muk (1931-2005)  | 12 de diciembre de 1988 | 11 de diciembre de 1992 | Partido del Trabajo de Corea | -9º 1990                                 |                                    | Kim Il-sung Presidente de la República (1972-1994) |
|                      |                           | Kang Song-san (1931-2007)  | 11 de diciembre de 1992 | 21 de febrero de 1997   | Partido del Trabajo de Corea | -                                        |                                    | Kim Il-sung Presidente de la República (1972-1994) |
|                      |                           | Kang Song-san (1931-2007)  | 11 de diciembre de 1992 | 21 de febrero de 1997   | Partido del Trabajo de Corea | -                                        | Yang Hyong-sop (1994-1998)         |                                                    |
|                      |                           | Hong Song-nam (1929-2009)  | 21 de febrero de 1997   | 3 de septiembre de 2003 | Partido del Trabajo de Corea | -10º 1998                                |                                    |                                                    |
|                      |                           | Hong Song-nam (1929-2009)  | 21 de febrero de 1997   | 3 de septiembre de 2003 | Partido del Trabajo de Corea | -10º 1998                                | Kim Yong-nam (1998-2019)           |                                                    |
|                      |                           | Pak Pong-ju (1939-)        | 3 de septiembre de 2003 | 11 de abril de 2007     | Partido del Trabajo de Corea | 11º 2003                                 |                                    |                                                    |
|                      |                           | Kim Yong-il (1944-)        | 11 de abril de 2007     | 7 de junio de 2010      | Partido del Trabajo de Corea | 12º 2009                                 |                                    |                                                    |
|                      |                           | Choe Yong-rim (1930-)      | 7 de junio de 2010      | 1 de abril de 2013      | Partido del Trabajo de Corea | -                                        |                                    |                                                    |
|                      |                           | Pak Pong-ju (1939-)        | 1 de abril de 2013      | 11 de abril de 2019     | Partido del Trabajo de Corea | 13º 2014                                 |                                    |                                                    |
|                      |                           | Kim Jae-ryong (1959-)      | 11 de abril de 2019     | 13 de agosto de 2020    | Partido del Trabajo de Corea | 14º 2019                                 |                                    | Choe Ryong-hae (2019-)                             |
|                      |                           | Kim Tok-hun (1961-)        | 13 de agosto de 2020    | 29 de diciembre de 2024 | Partido del Trabajo de Corea | -                                        |                                    | Choe Ryong-hae (2019-)                             |
|                      |                           | Pak Thae-song (1955-)      | 29 de diciembre de 2024 | Presente                | Partido del Trabajo de Corea | -                                        |                                    | Choe Ryong-hae (2019-)                             |